# Білий Бір (Куявсько-Поморське воєводство)
Білий Бір (пол. Biały Bór, нім. Weißheide) — село в Польщі, у гміні Ґрудзьондз Ґрудзьондзького повіту Куявсько-Поморського воєводства.
Населення — 934 особи (2011).
У 1975-1998 роках село належало до Торунського воєводства.

## Демографія
Демографічна структура станом на 31 березня 2011 року:
|          | Загалом | Допрацездатний вік | Працездатний вік | Постпрацездатний вік |
| -------- | ------- | ------------------ | ---------------- | -------------------- |
| Чоловіки | 457     | 103                | 323              | 31                   |
| Жінки    | 477     | 89                 | 310              | 78                   |
| Разом    | 934     | 192                | 633              | 109                  |